# Argia kokama
Argia kokama är en trollsländeart som beskrevs av Philip Powell Calvert 1909. Argia kokama ingår i släktet Argia och familjen dammflicksländor. Inga underarter finns listade i Catalogue of Life.